# Hôtel de ville d'Aix-la-Chapelle

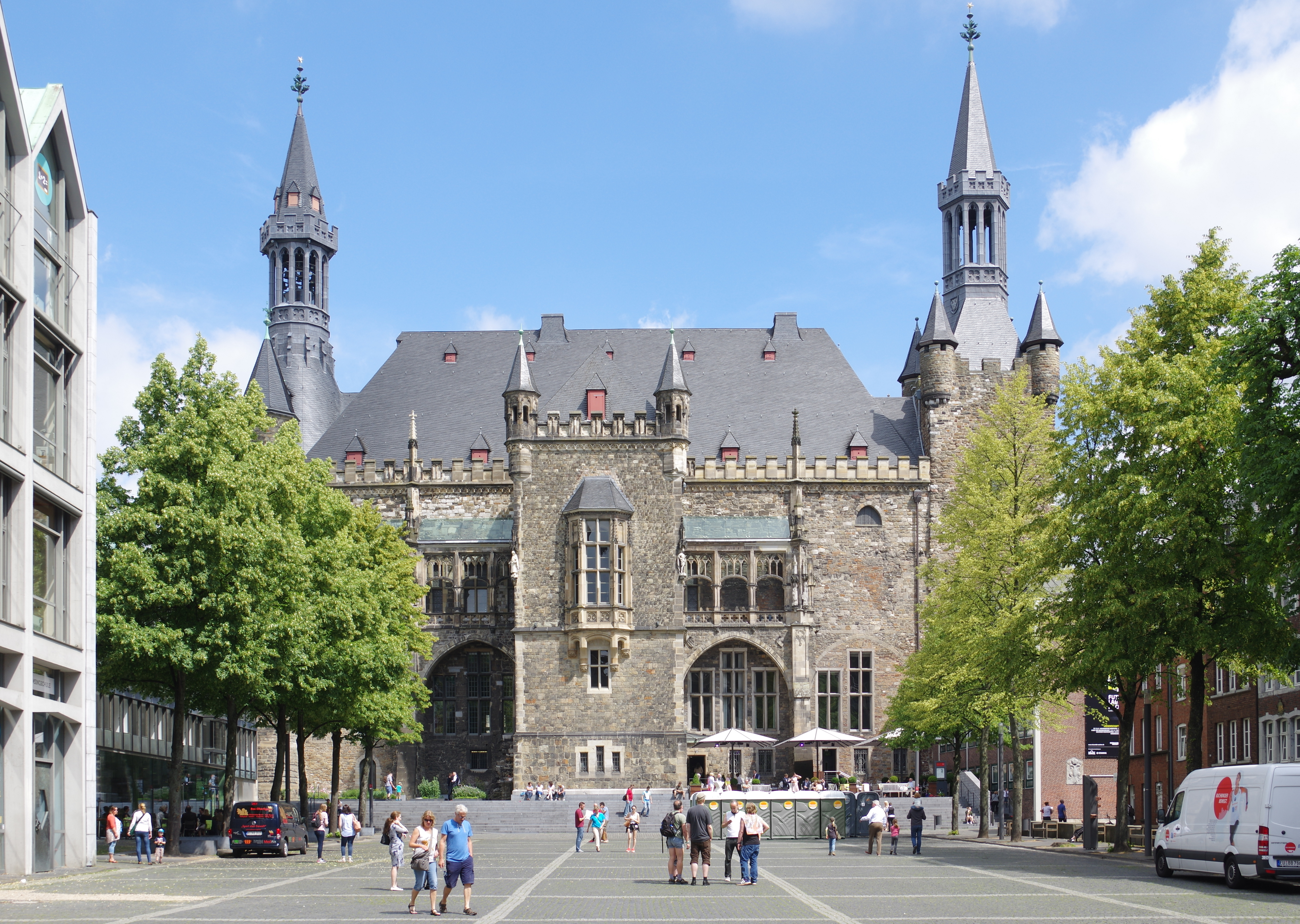
L'hôtel de ville d'Aix-la-Chapelle depuis le sud, vu du Katschhof

L'hôtel de ville gothique d'Aix-la-Chapelle est, à côté de la cathédrale, le bâtiment le plus remarquable du centre-ville historique d'Aix-la-Chapelle.

## Histoire

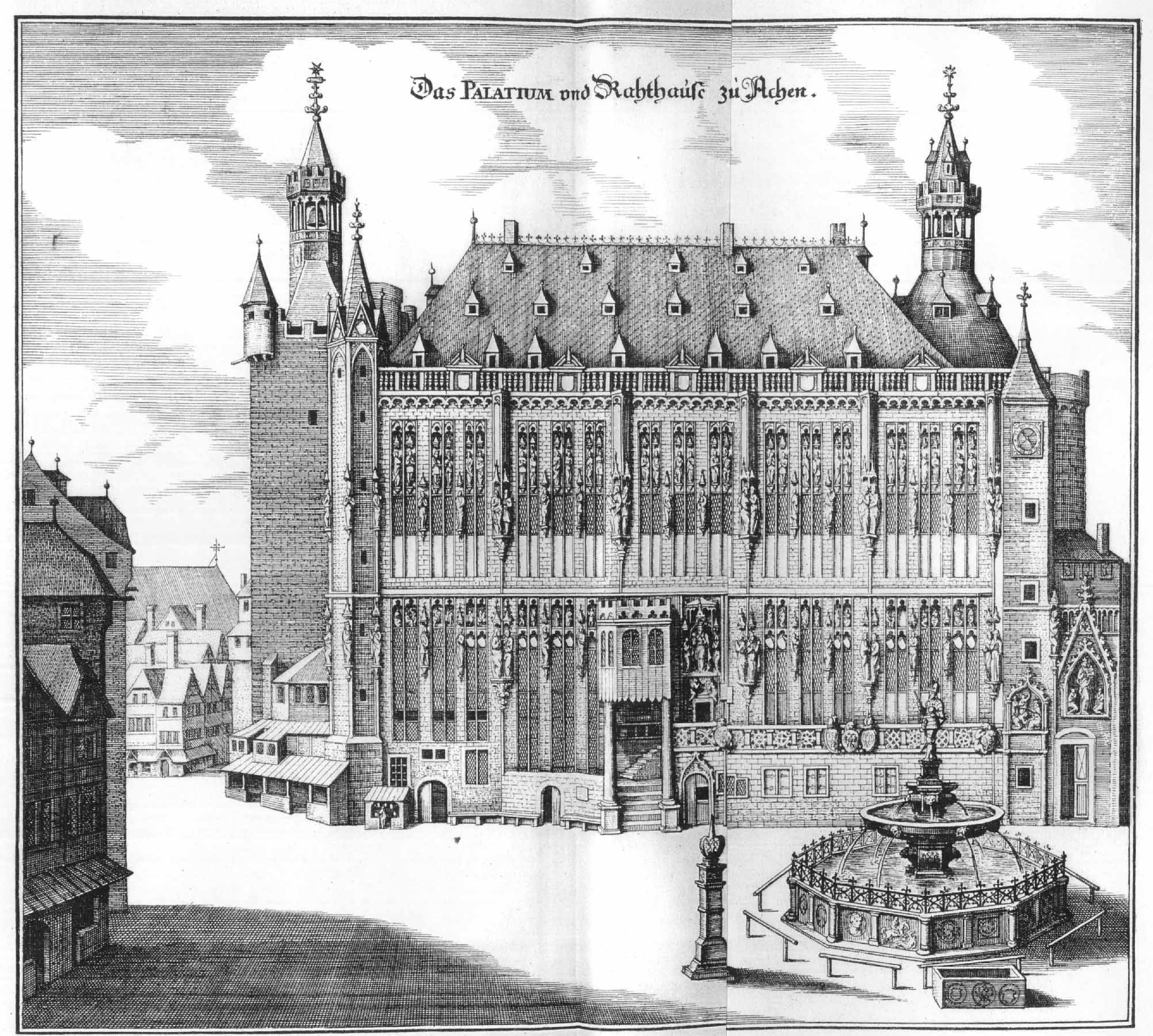
L'hôtel de ville d'Aix-la-Chapelle sur une gravure de Matthäus Merian, 1647

Dans la première moitié du XIVe siècle, les citoyens d'Aix-la-Chapelle construisent un nouvel hôtel de ville sous la direction de leur maire en exercice, Gerhard Chorus (de) (1285-1367), en signe de leur liberté civile. Jusqu'alors, la maison de l'herbe (de), construite au milieu du XIIIe siècle, a servi d'hôtel de ville. En guise de concession aux rois romano-germaniques, les citoyens doivent s'engager à aménager une salle dans le nouvel hôtel de ville pour le repas de couronnement (de) festif (après les couronnements royaux dans la cathédrale d'Aix-la-Chapelle). La construction commence en 1330, avec le bâtiment érigé sur les fondations d'une structure palatiale abandonnée de l'époque carolingienne, l'Aula regia (de) du Palais d'Aix-la-Chapelle.
La tour Granus (de), qui date de l'époque de Charlemagne, est reprise et agrandie de 14 mètres. Des parties de la maçonnerie carolingienne sont également encore présentes du côté sud de l'hôtel de ville. Il est achevé en 1349. Jusqu'en 1531, les banquets à l'occasion des couronnements royaux d'Aix-la-Chapelle se tiennent dans la salle dite du couronnement. Alors que l'hôtel de ville sert de bâtiment administratif et de salle des fêtes pour les célébrations impériales, des documents et une partie des armes et munitions de la ville sont logés dans la tour Granus. La tour sert également de prison temporaire.
L'hôtel de ville gothique d'Aix-la-Chapelle est considéré comme un modèle architectural pour de nombreux bâtiments d'hôtels de ville dans la région flamande de cette période.

### Relief des rois mages

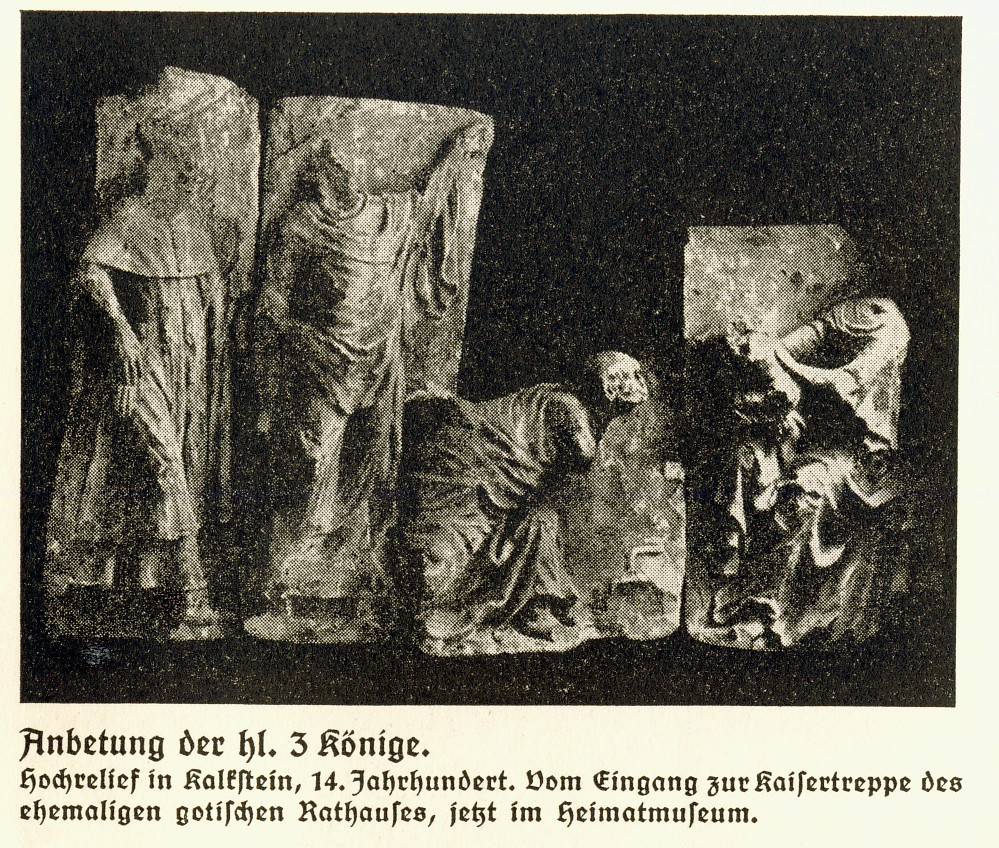
Relief des Rois mages, vers 1380

Un haut-relief en calcaire d'environ 1380 représentant l'Adoration des Rois Mages ornait l'entrée de l'Escalier de l'Empereur, liaison entre le sous-sol et la salle du sacre, la Porte des Rois Mages . Quatre blocs de calcaire formaient le relief. Les trois reliefs du roi et le groupe mère-enfant étaient chacun constitués d'un bloc de calcaire.
En 1798, à l'époque napoléonienne, le relief est partiellement détruit. Le fragment est laissé au-dessus du portail, qui est alors connu comme l'entrée du corps de garde principal. L'œuvre d'art médiévale est remplacée par une réplique libre de Gottfried Götting (de) en 1879. Avant la Seconde Guerre mondiale, il est transféré au musée d'histoire locale et est perdu pendant la guerre.

### Baroque

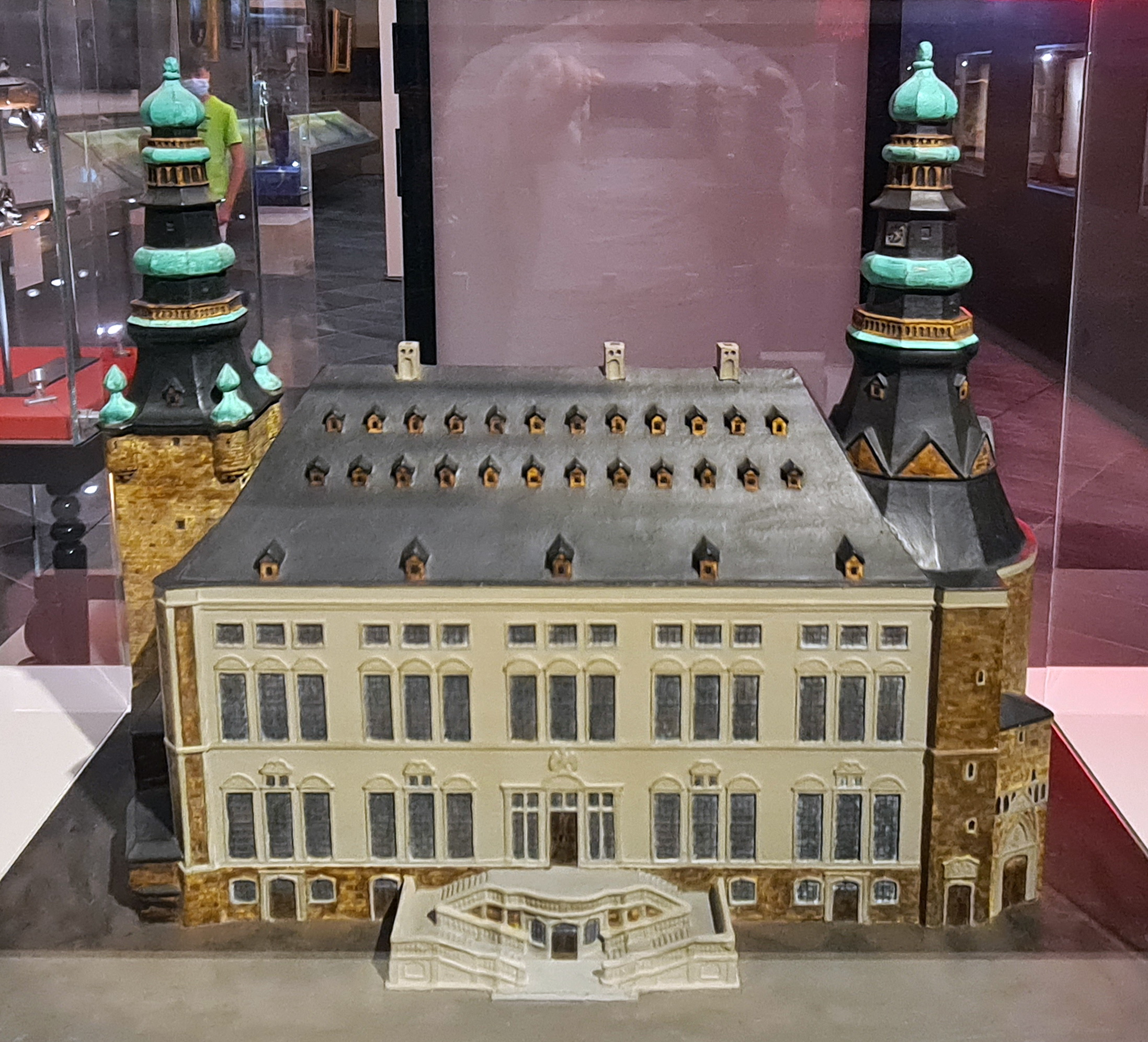
L'hôtel de ville remanié par Couven ; Modèle au Centre Charlemagne

Lors du grand incendie de la ville de 1656 (de), une partie du toit et des tours a brûlé. Les parties détruites sont reconstruites dans le style baroque. Dans les années 1727 à 1732, le maître d'œuvre d'Aix-la-Chapelle Johann Joseph Couven réalise une refonte baroque fondamentale, notamment au niveau de la façade avant et de l'escalier d'entrée. Les décorations gothiques et les crosses des fenêtres sont supprimées. Les intérieurs sont également repensés dans le style baroque. La salle de réunion et la « salle blanche » au rez-de-chaussée en donnent encore aujourd'hui l'impression.
Les boiseries de style baroque Aix-la-Chapelle-Liège de l'atelier de Jacques de Reux et les peintures murales du peintre Johann Chrysanth Bollenrath (de) sont caractéristiques de la phase. La cour dite du contremaître en donne une impression. La salle est initialement aménagée pour un jury chargé de contrôler la qualité du tissu d'Aix-la-Chapelle; plus tard, il sert de bureau au maire.
La salle de la paix est mise en place pour la cérémonie de signature du traité de paix mettant fin à la guerre de Succession d'Autriche en 1748, mais n'est pas utilisée en raison de différends sur le statut des envoyés. En compensation, la ville d'Aix-la-Chapelle reçoit des portraits des envoyés. Ceux-ci se trouvent désormais dans différentes salles de la mairie.

### XIXesiècle

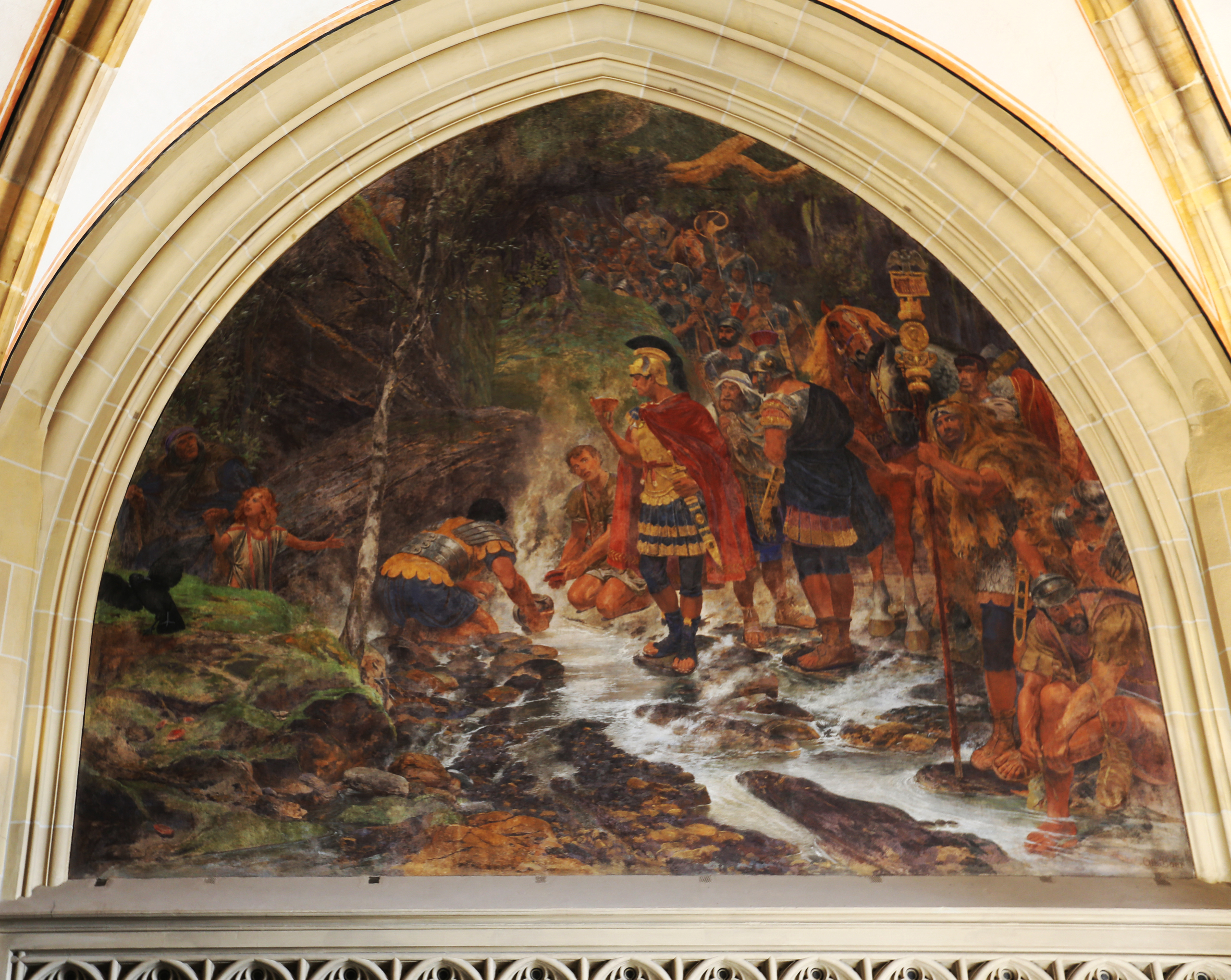
La découverte des sources chaudes représentée dans une fresque d'Alfred Rethel

Depuis la fin de l'époque de la ville impériale et pendant l'occupation napoléonienne, l'état de construction de l'hôtel de ville est fortement négligé, si bien qu'en 1840, le bâtiment doit être considéré comme partiellement délabré. Depuis le milieu du XIXe siècle, l'hôtel de ville est progressivement reconstruit, notamment par le maître d'œuvre de la ville Friedrich Joseph Ark, de la même manière que l'état gothique d'origine est présenté à l'époque et équipé en outre de peintures, reliefs et sculptures néo-gothiques. La façade face au marché est ornée des statues de 50 rois et symboles des arts, de la science et du christianisme.
La salle de banquet du couronnement, temporairement divisée par des murs, est restaurée et dotée d'une nouvelle entrée, l'escalier de l'Arche. De plus, le peintre Alfred Rethel est chargé de décorer la salle avec un cycle de fresques à grande échelle. Le cycle, commencé en 1847 et achevé par un élève en 1861, présente des stations et des légendes de la vie de Charlemagne. C'est l'un des exemples les plus importants de la peinture d'histoire de la fin du romantisme, en particulier après la destruction de cycles comparables qui ornaient le Nouveau Musée de Berlin.

### Incendie de l'hôtel de ville en 1883

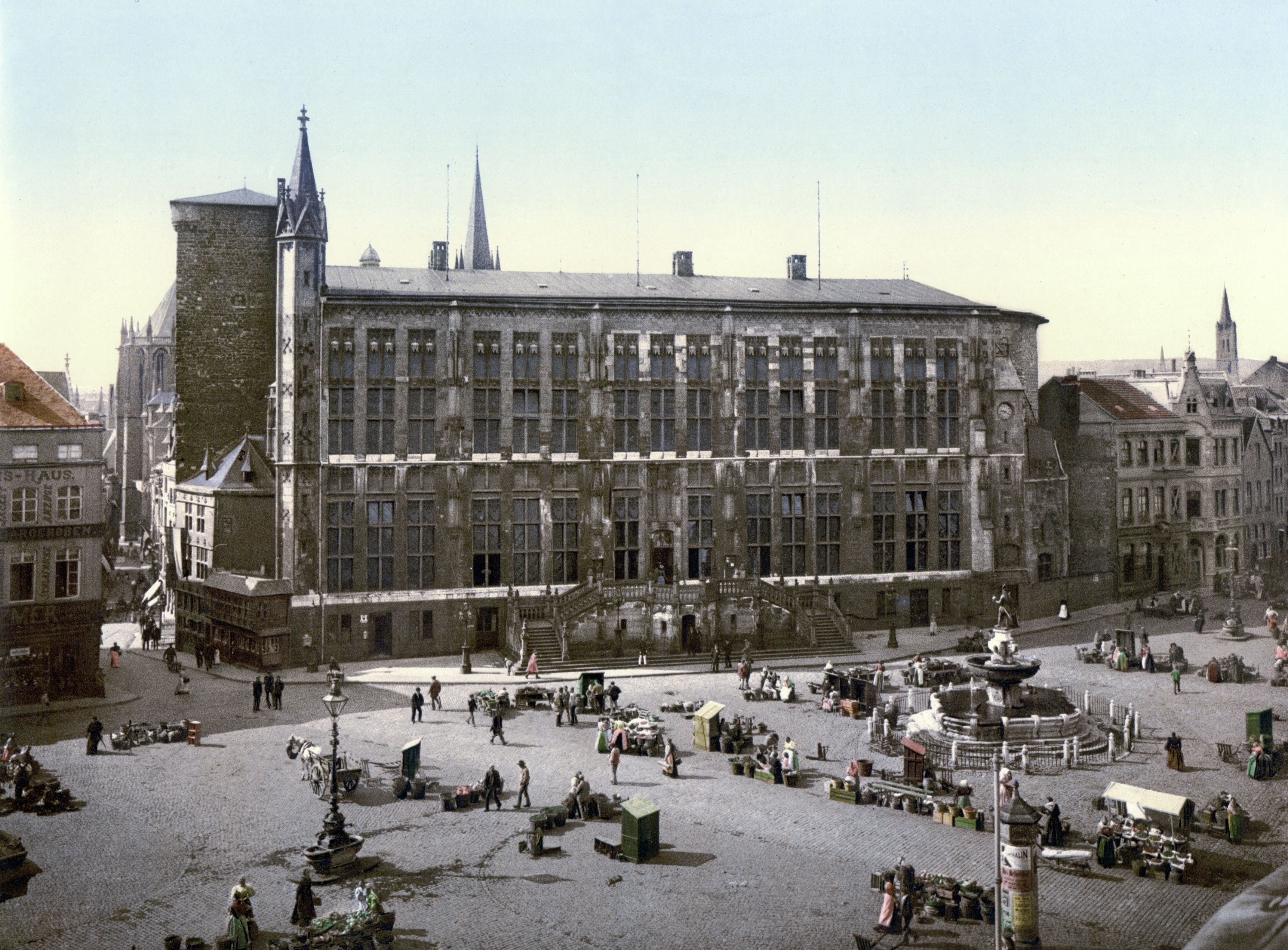
État de l'hôtel de ville après l'incendie de 1883

À partir d'un incendie dans le magasin de médicaments et de biens matériels Monheim (de) au Antoniusstraße (de) 26, des étincelles mettent le feu à la charpente du toit et, dans un premier temps, à la tour Granus le 29 juin 1883. En quatre heures, la charpente du toit et les deux tours de l'hôtel de ville ainsi que plus de trente des bâtiments résidentiels environnants du côté sud du marché, dans la Pontstrasse, la Jakobstrasse, la Kockerellstrasse, la Judengasse et la Königstrasse jusqu'au Karlsgraben, brûlent. Outre les pompiers d'Aix-la-Chapelle et de Burtscheid et les forces d'intervention du 53e régiment d'infanterie, des sections de défense de Stolberg et Langerwehe, mais aussi depuis Eupen, Mönchengladbach, Cologne et Düsseldorf sont intervenues. Ce n'est qu'après de violentes averses orageuses dans la nuit du 1er juillet que les incendies ont pu être complètement éteints. L'origine de l'incendie de la Antoniusstraße n'a jamais pu être établie avec certitude.
La salle du sacre avec les fresques de Rethel et le rez-de-chaussée sont épargnés par l'incendie, mais ont beaucoup souffert des eaux d'extinction. La restauration est réalisée par le peintre de genre et technicien en peinture Friedrich Gerhardt (de). Dans la période qui suit, le toit et les tours sont temporairement recouverts.

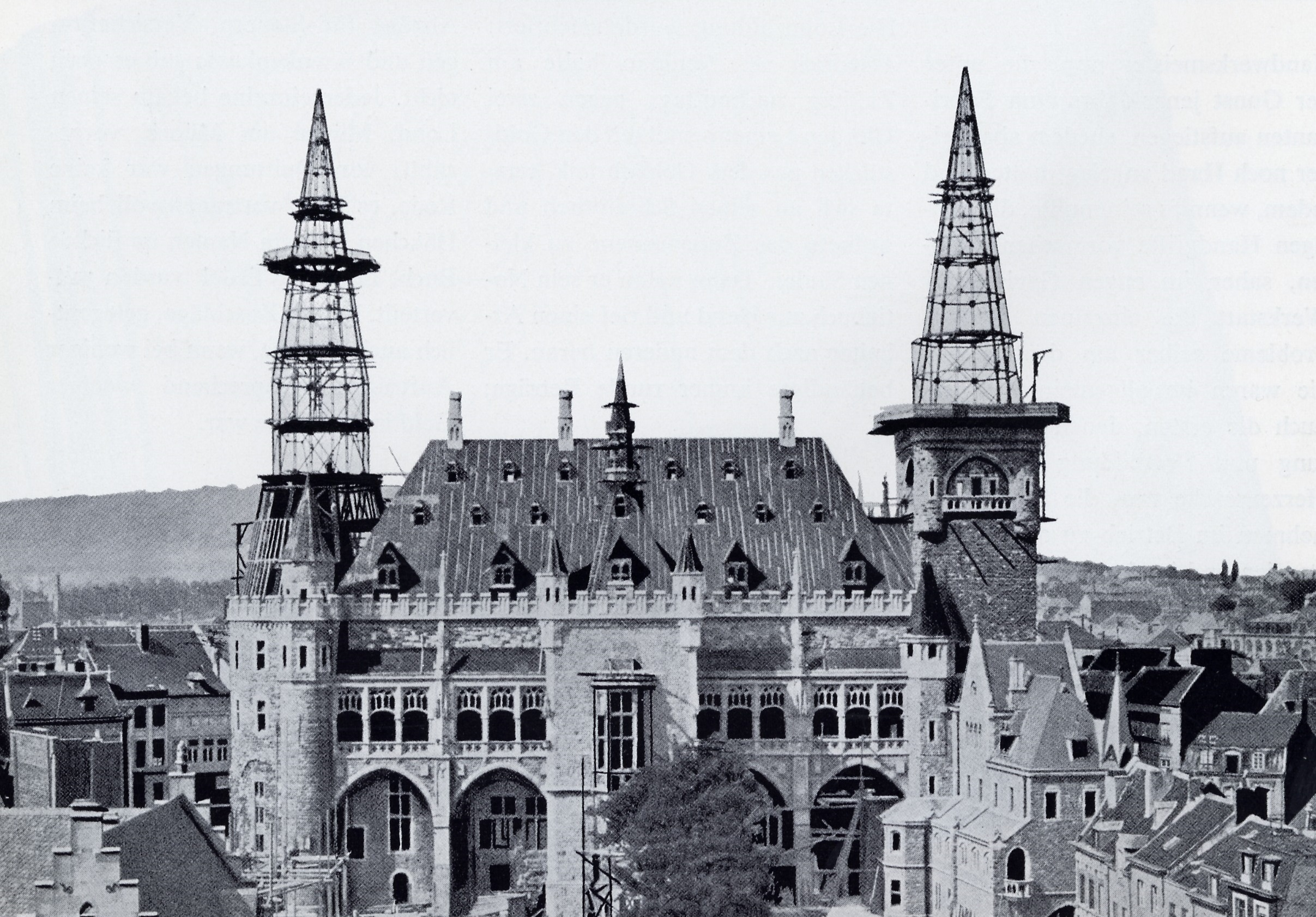
Construction de la tour de l'arrière 1899
Hôtel de ville d'Aix-la-Chapelle vers 1900
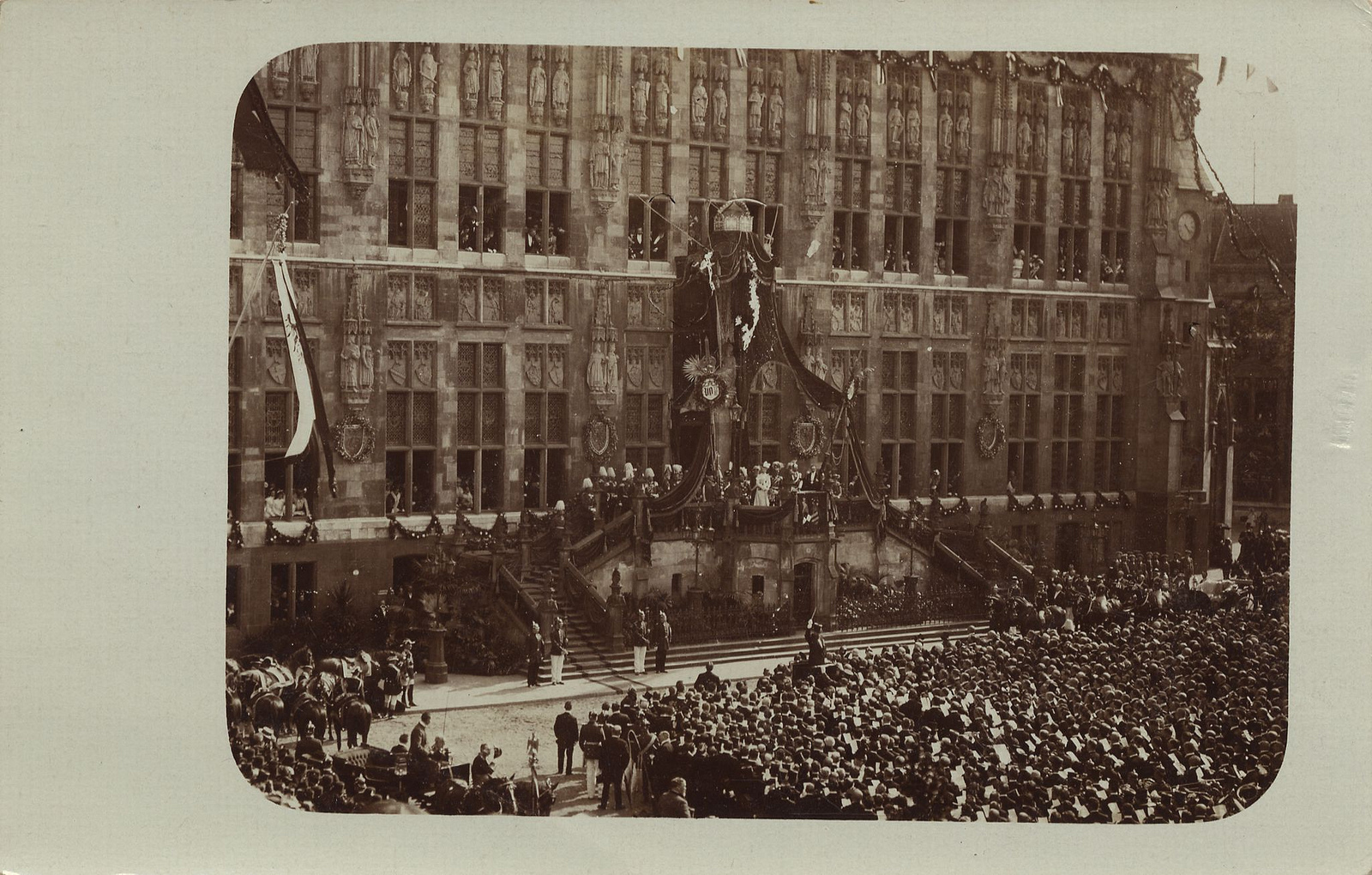
Ouverture de l'hôtel de ville restauré par l'empereur Guillaume II le 19 juin 1902

Le 1er novembre 1884, la ville d'Aix-la-Chapelle lance un concours d'architectes allemands pour restaurer l'hôtel de ville. Parmi les 13 projets soumis, le premier prix est décerné à l'architecte aixois Georg Frentzen (de), chargé en 1891 de reconstruire l'hôtel de ville et les tours. La rénovation de l'intérieur est sous la planification et la gestion du maître d'œuvre de la ville Joseph Laurent (de). Vers 1895, les sculptures des chevaliers Gerhard Chorus (de) et Johann von Pont (de) sont ajoutées sur les bords muraux de la baie vitrée à l'arrière de l'hôtel de ville, ainsi que huit blasons de familles nobles médiévales (Margarten, Berensberg, Roide, Hasselholz, Surse, Wilde, Joh. Chorus, Zevel) placés dans les écoinçons. Ce sont des œuvres de Karl Krauß (de). En outre, plusieurs statues de rois, dont certaines sont couronnées ici, sont réalisées pour le mur de l'hôtel de ville par les ateliers de sculpteurs d'Aix-la-Chapelle Carl Esser (de), Wilhelm Pohl (de), Lambert Piedboeuf (de) et Gottfried Götting vers 1900, dont certaines sont basées sur des dessins du sculpteur de Cologne Christian Mohr (de). En 1899, la société F. A. Neuman (de) d'Eschweiler érige une nouvelle construction en acier pour le toit et les deux casques de la tour néo-gothique.
Les travaux de restauration sont achevés en 1902. La cérémonie d'inauguration de l'hôtel de ville a lieu en présence de l'empereur Guillaume II le 19 juin 1902.

### XXesiècle

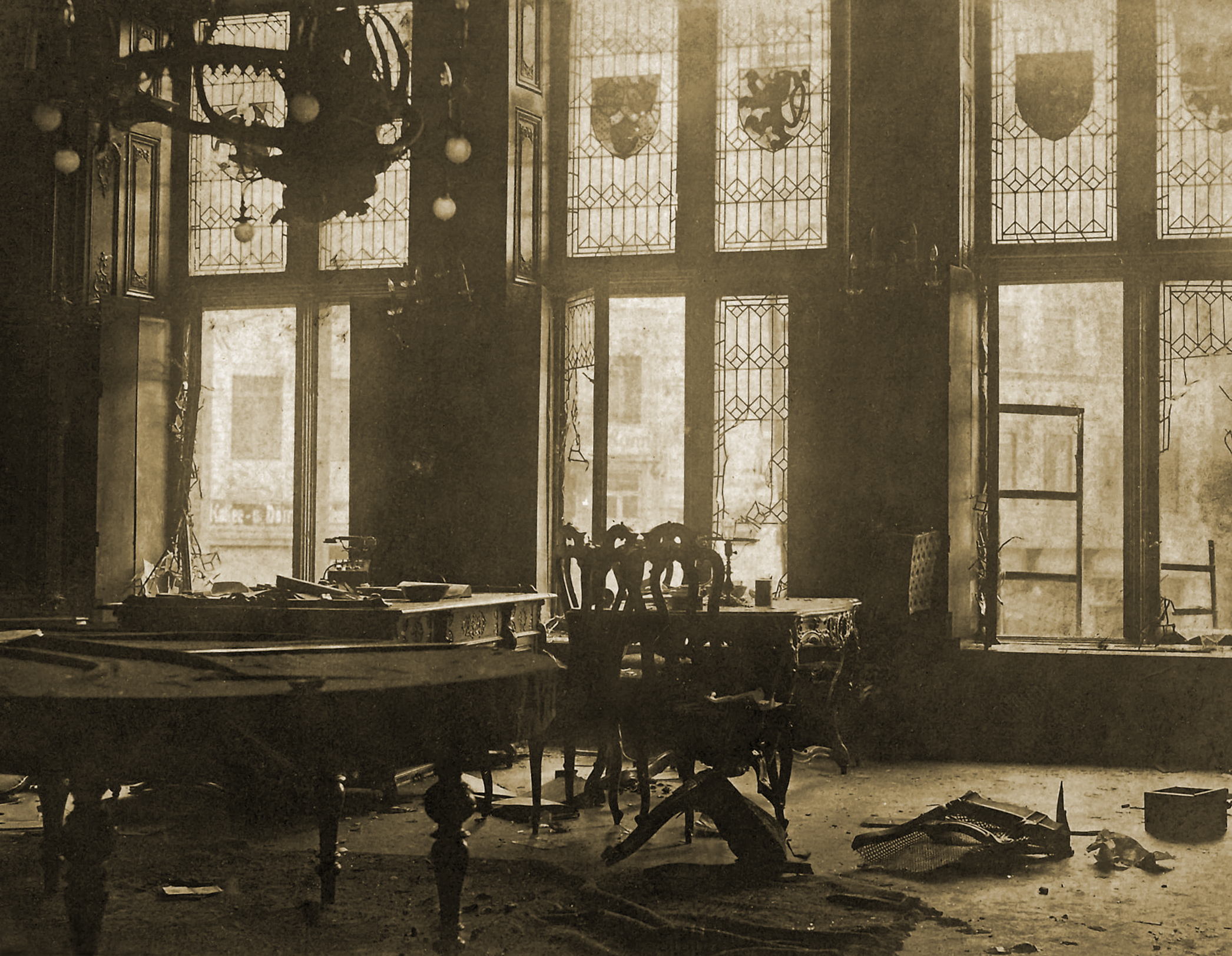
Dévastation à l'intérieur de l'hôtel de ville après la prise d'assaut par les séparatistes le 21 octobre 1923

L'hôtel de ville d'Aix-la-Chapelle survit à la Première Guerre mondiale sans aucun dommage lié à la guerre. Lors des troubles politiques au cours des mouvements séparatistes pour la séparation d'une République rhénane, l'hôtel de ville est pris d'assaut le 21 octobre 1923 par un groupe d'alliés spéciaux et gravement saccagé. Une partie de la façade, des décorations des statues ainsi que les deux horloges des tours de l'hôtel de ville sont détruites, toutes les vitres du rez-de-chaussée côté marché sont brisées et de nombreuses pièces historiques de l'hôtel de ville sont dévastées. De nombreuses fresques de Rethel sont gravement endommagées par des impacts de balles. Le mobilier - en particulier celui de la chambre du maire et de la salle du couronnement - est brisé et utilisé comme projectile. Une bombe non explosée est retrouvée dans la salle impériale.
Durant la Seconde Guerre mondiale, l'hôtel de ville est fortement endommagé par plusieurs bombardements, notamment le 14 juillet 1943 et le 11 avril 1944. Le 14 juillet 1943, la charpente et les deux tours de l'hôtel de ville ont brûlé, seuls les squelettes en acier des coiffes des tours, déformés par la chaleur, doivent marquer l'aspect de l'hôtel de ville pendant quelques années encore. La salle du couronnement est gravement endommagée et la façade nord est déstabilisée jusqu'à 30 centimètres par endroits sous la pression des impacts de bombes. Le risque aigu d'effondrement est d'abord écarté provisoirement par des piliers en bois massifs. Les fresques de Rethel sont fortement endommagées par les infiltrations d'eau de pluie. Cinq des huit fresques peuvent être retirées avec précaution en petites parties par le peintre d'art d'Aix-la-Chapelle Franz Stiewi et entreposées dans un premier temps au musée Suermondt.
En 1945, l'architecte Otto Gruber (de) et l'ingénieur civil Richard Stumpf rédigent dans un premier temps un rapport sur la stabilité du bâtiment. La sécurisation urgente de la façade nord qui s'effondre est réalisée par le professeur Josef Pirlet (de) à l'aide d'une construction en acier et de tirants. En 1946, la toiture de l'hôtel de ville est provisoirement réparée avec des plaques de zinc. Au départ, l'accent est mis lors de la reconstruction sur la sécurité statique, car outre le détachement de la façade nord, presque toutes les arches ont été percées. Le 9 août 1948, Pirlet peut signaler au conseil municipal que l'hôtel de ville historique est en sécurité. Les voûtes du rez-de-chaussée sont refermées en 1950. La reconstruction de la salle impériale esr en grande partie achevée en 1953 et la conception de la salle suit au cours des années suivantes.
La question de savoir comment les deux flèches seront reconstruites continue d'être au centre de discussions controversées. En 1966, Wilhelm K. Fischer, qui apporte une contribution exceptionnelle à la reconstruction d'Aix-la-Chapelle, présente un croquis de la conception de la tour. Des étudiants de la RWTH d'Aix-la-Chapelle participe également à la discussion avec 24 brouillons. En 1968, huit projets d'experts sont soumis à un comité de travail pour la restauration de la flèche. Certains des dessins, dont certains semblent très modernes, comme ceux de Gerhard Graubner (de) et Wilhelm K. Fischer, font l'objet de discussions intensives lors de la présentation publique en août 1968. Le groupe de travail opte pour la conception du conservateur de la ville Leo Hugot (de), qui est étroitement basée sur les modèles historiques. Les flèches avec des éléments de conception gothique sont remises en place en 1978. En 1979, la mairie a son carillon. Celle-ci est exposée en juillet 1979 devant la mairie sur la place du marché. Début août, les flèches et le carillon sont officiellement inaugurés.

### Regalia impériaux

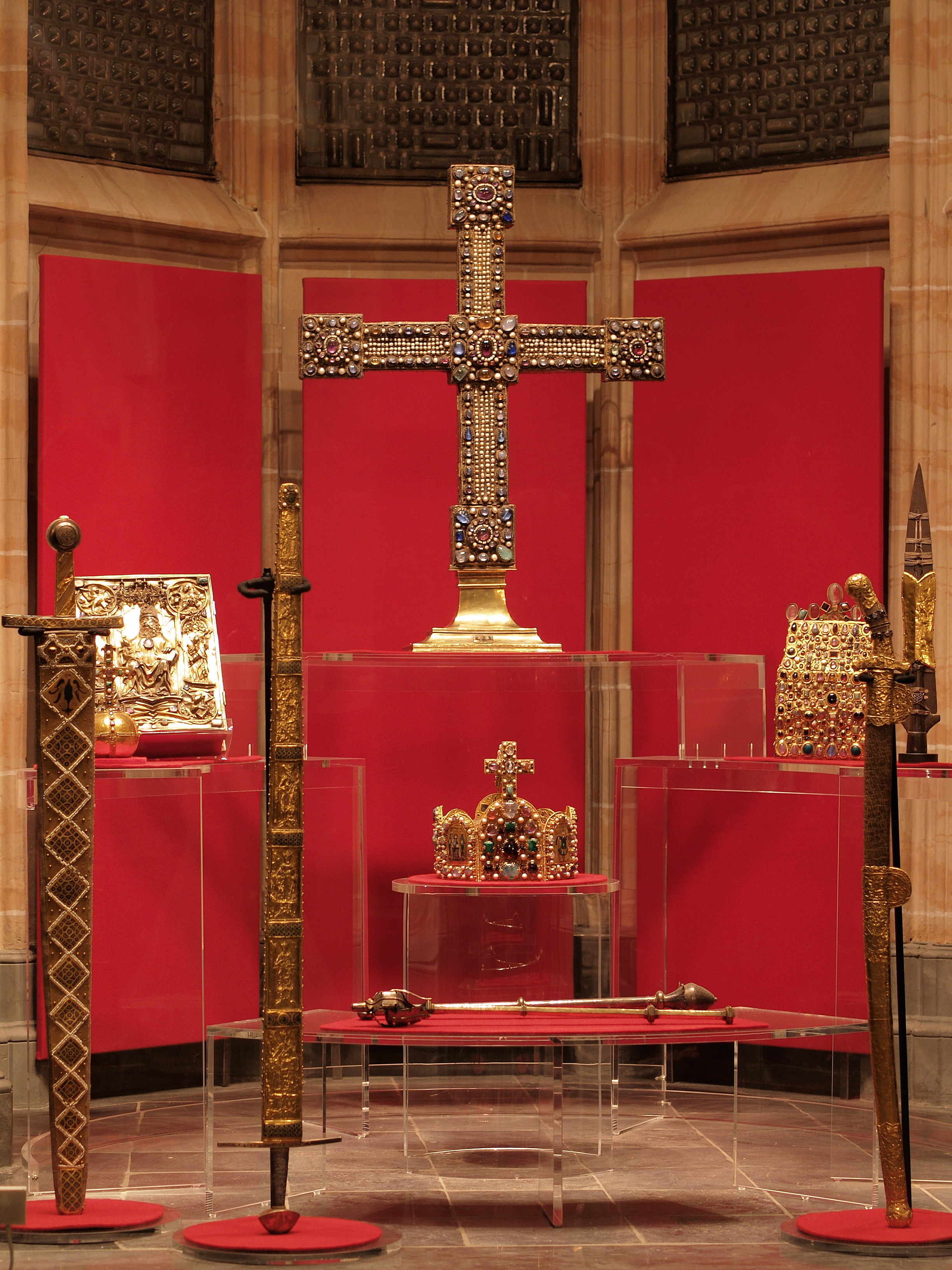
Regalia impériaux (copies)

Aujourd'hui, des copies fidèles à l'original des regalia impériaux du Trésor séculier viennois, qui sont produites vers 1915 pour le compte de l'empereur Guillaume II pour une exposition, sont exposées à l'hôtel de ville. Ils commémorent les 31 couronnements royaux qui ont eu lieu à Aix-la-Chapelle entre 813 et 1531. Parmi eux se trouvent les copies de l'évangéliaire - un manuscrit de l'époque de Charlemagne - le sabre de Charlemagne, la couronne impériale et l'orbe impérial, réalisés par l'orfèvre d'Aix-la-Chapelle Bernhard Witte (de), en partie avec Paul Beumers (1865-1950 ), le fils de l'orfèvre Conrad Anton Beumers (de), entre 1915 et 1920.

### Actuel
Depuis 2009, la mairie est une station de la Route Charlemagne (de). Dans le cadre de ce projet, les halles historiques sont ouvertes aux visiteurs. Une exposition muséale et le guide interactif Aixplorer expliquent l'histoire et les œuvres d'art de la maison et donnent un aperçu des banquets de sacre historiques. Les œuvres comprennent les portraits de 1807 de l'empereur Napoléon Ier par Louis-André-Gabriel Bouchet et de l'impératrice Joséphine de 1805 réalisés par Robert Lefèvre. La mairie est toujours le siège du maire et du conseil. Le prix international Charlemagne est décerné chaque année dans la salle des sacres de la mairie.

## Jardin Charlemagne

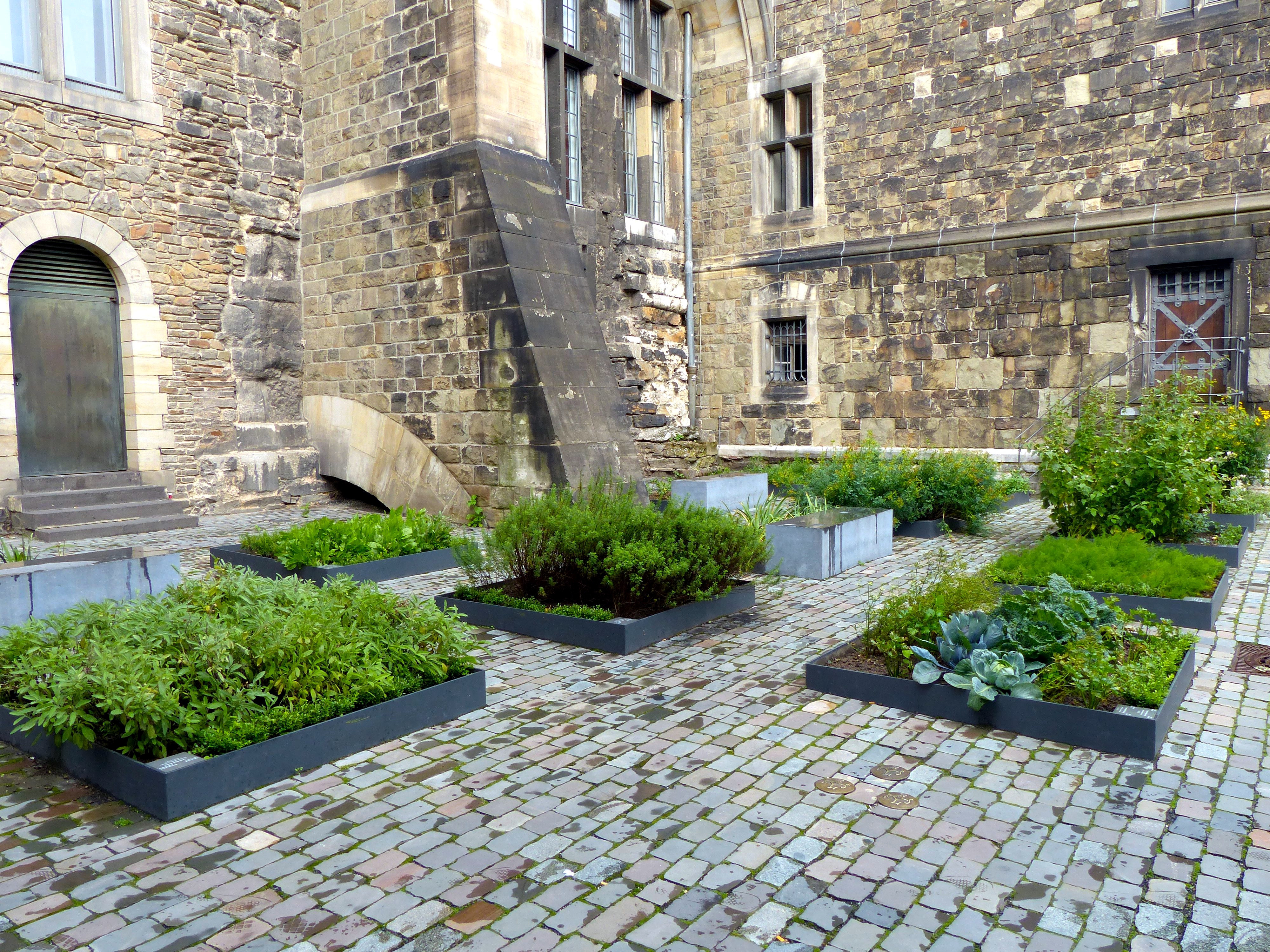
Jardin Charlemagne à l'hôtel de ville d'Aix-la-Chapelle

Les Amis du Jardin botanique d'Aix-la-Chapelle entretiennent le deuxième Jardin Charlemagne (de) d'Aix-la-Chapelle, le jardin d'herbes aromatiques situé sur le côté sud de l'hôtel de ville d'Aix-la-Chapelle au Katschhof (de). Une sélection de plantes du Capitulare de villis y est cultivée depuis 1965.

## Réception

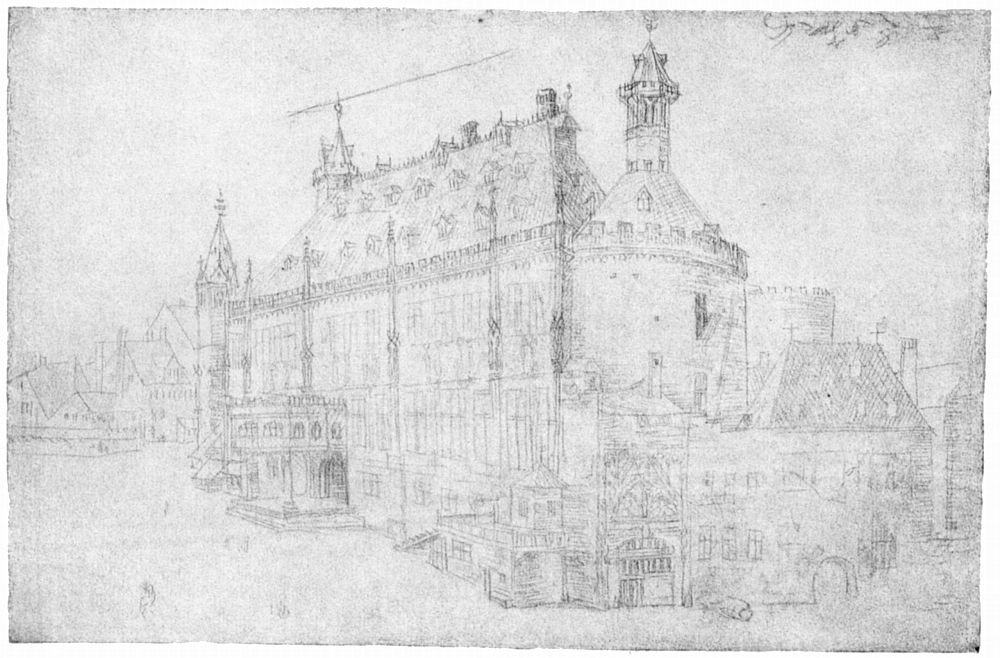
Hôtel de ville d'Aix-la-Chapelle, dessin d'Albrecht Dürer, 1520

L'hôtel de ville d'Aix-la-Chapelle est utilisé à plusieurs reprises comme motif par des artistes importants, dont un dessin d'Albrecht Dürer de 1520 - probablement la réception la plus connue du bâtiment.